# Trollius apertus
Trollius apertus är en ranunkelväxtart som beskrevs av Perfiljev och Igoshina. Trollius apertus ingår i släktet smörbollssläktet, och familjen ranunkelväxter. Inga underarter finns listade i Catalogue of Life.